# Delfy (serial animowany)
Delfy / Delfi / Delfi i przyjaciele (hiszp. Delfy y sus amigos, ang. Delfy and His Friends) – hiszpańsko-francuski serial animowany z 1992 roku. Wyprodukowany przez D'Ocon Films Productions, producenta takich seriali jak Sylvan, Łatek i Owocowe ludki.

## Fabuła
Serial opowiada o najmłodszym niebieskim delfinie zwanym Delfy i jego przyjaciołach z podwodnego świata.

## Bohaterowie

### Pozytywni
- Delfy – najmłodszy niebieski delfin. Główny bohater serialu.
- Chees – delfin płci żeńskiej i dziewczyna Delfy’ego.
- Fasta – krab pustelnik.
- Rudy – krab.
- Smoczuś – najmłodszy wieloryb.
- Ropuch (ang. Froggy) – najlepszy przyjaciel Delfy’ego.

### Negatywni
- Kapitan Gderacz / Kapitan Kwak (ang. Captain Vinager) – antropomorficzny ptak. Wróg Delfy’ego.
- Uszaty / Hops (ang. Boing) – antropomorficzny kangur. Partner Vinagera.
- Żarłacz – rekin.
- Żarłoś – rekin, przyjaciel Żarłacza.

## Emisja w Polsce
W Polsce serial był emitowany na kanale RTL7 w paśmie Odjazdowe kreskówki w 2001 roku w wersji lektorskiej oraz w Telewizji Regionalnej (WOT).
Istnieją dwie wersje polskiego dubbingu do tego serialu. Pierwsza wersja dubbingu była emitowana dawniej na kanałach TVN w paśmie Bajkowe kino oraz TVP2 i TVP Polonia (od 4 stycznia 2002 do 29 marca 2002), natomiast druga wersja została wydana w trzech płytach DVD nakładem firmy SDT Film.

## Spis odcinków
| N/o | Polski tytuł                | Hiszpański tytuł                 |
| --- | --------------------------- | -------------------------------- |
|     |                             |                                  |
|     |                             |                                  |
| 01  |                             | El tesoro del galeón             |
|     |                             |                                  |
| 02  |                             | El mar en peligro                |
|     |                             |                                  |
| 03  |                             | La flauta de Hamelín             |
|     |                             |                                  |
| 04  |                             | El talismán de la discordia      |
|     |                             |                                  |
| 05  |                             | El diamante griego               |
|     |                             |                                  |
| 06  |                             | El mago travieso                 |
|     |                             |                                  |
| 07  | Wielki wyścig               | La gran carrera                  |
|     |                             |                                  |
| 08  | Zupa z raka                 | Sopa de cangrejo                 |
| 09  | Magiczny kwiat              | La flora mágica                  |
|     |                             |                                  |
| 10  | Dziecko niezgody            | El bebé de la discordia          |
|     |                             |                                  |
| 11  | Duchy                       | Fantasmas                        |
|     |                             |                                  |
| 12  | Zagrożona latarnia          | El faro en peligro               |
|     |                             |                                  |
| 13  | Niewidzialny rak            | El cangrejo invisible            |
|     |                             |                                  |
| 14  | Wybrzeże złota              | La costa del oro                 |
|     |                             |                                  |
| 15  | Piątek trzynastego          | Martes y trece                   |
|     |                             |                                  |
| 16  |                             | La mancha siniestra              |
|     |                             |                                  |
| 17  |                             | La invasión de las plantas       |
|     |                             |                                  |
| 18  |                             | Desaparición misteriosa          |
|     |                             |                                  |
| 19  |                             | La canica de la suerte           |
|     |                             |                                  |
| 20  |                             | ¿Dónde está la bomba?            |
|     |                             |                                  |
| 21  |                             | El día del deporte               |
|     |                             |                                  |
| 22  |                             | Super-Carasapo                   |
| 23  |                             | Los amigos del mar               |
|     |                             |                                  |
| 24  |                             | El barco basurero                |
|     |                             |                                  |
| 25  |                             | Máquinas modernas                |
| 26  |                             | La ostra poeta                   |
|     |                             |                                  |
| 27  |                             | 1, 2, 3 ¡hop!                    |
|     |                             |                                  |
| 28  |                             | Rudy se hace arqueólogo          |
| 29  |                             | Una estrella en el mar           |
|     |                             |                                  |
| 30  |                             | El concurso de belleza           |
|     |                             |                                  |
| 31  |                             | El ladrón del mar                |
| 32  |                             | El Dr. Carasapo                  |
|     |                             |                                  |
| 33  |                             | Los piratas del faro             |
|     |                             |                                  |
| 34  |                             | Un golpe de mala suerte          |
|     |                             |                                  |
| 35  |                             | La máquina de fuego              |
|     |                             |                                  |
| 36  |                             | Santa Claus se queda sin regalos |
| 37  |                             | El cumpleaños de Delfy           |
|     |                             |                                  |
| 38  |                             | La jubilación de Dan             |
|     |                             |                                  |
| 39  |                             | La pócima del sueño              |
| 40  |                             | Delirios de grandeza             |
|     |                             |                                  |
| 41  |                             | El doble de Vinagre              |
|     |                             |                                  |
| 42  |                             | Llegan las vacaciones            |
| 43  |                             | Cetáceos en conserva             |
|     |                             |                                  |
| 44  |                             | El colador de ozono              |
|     |                             |                                  |
| 45  |                             | El último de los míos            |
| 46  |                             | Radiactivamente en peligro       |
|     |                             |                                  |
| 47  |                             | Marea negra                      |
|     |                             |                                  |
| 48  |                             | General McBoom                   |
|     |                             |                                  |
| 49  |                             | Hielo dorado en la Antártida     |
| 50  |                             | Los invasores del espacio        |
|     |                             |                                  |
| 51  |                             | Tiburón 25                       |
|     |                             |                                  |
| 52  |                             | Esponjas asesinas                |
|     |                             |                                  |
| 53  |                             | Villavinagre 2002                |
|     |                             |                                  |
| 54  |                             | La escapada de Baby-whale        |
| 55  | Tajemnica podmorskiej groty | La gruta siniestra               |
|     |                             |                                  |
| 56  | Zakochany Ropuch            | Carasapo se enamora              |
|     |                             |                                  |
| 57  | Spotkanie trzeciego stopnia | Encuentros en la bahía           |
| 58  | Robinsonowie                | Los robinsones                   |
|     |                             |                                  |
| 59  | Zabawka                     | El juguete                       |
|     |                             |                                  |
| 60  | Niebezpieczny lodowiec      | Congelados                       |
|     |                             |                                  |
| 61  | Awanturnicza sardynka       | La sardina aventurera            |
|     |                             |                                  |
| 62  | Co przypłynęło ze ściekami  | Lo que la cloaca se llevó        |
|     |                             |                                  |
| 63  |                             | La tierra de nadie               |
|     |                             |                                  |
| 64  | Park narodowy               | Por fin Parque Nacional          |
|     |                             |                                  |
| 65  | Prawo morza                 | La ley del mar                   |
|     |                             |                                  |
| 66  |                             | Tú no eres tú, yo no soy yo      |
|     |                             |                                  |
| 67  |                             | A sus órdenes, mi Capitán        |
| 68  |                             | La costa en armas                |
|     |                             |                                  |
| 69  |                             | El galeón embrujado              |
|     |                             |                                  |
| 70  |                             | Querer es poder                  |
|     |                             |                                  |
| 71  |                             | ¡Qué ha de nuevo, amigos!        |
|     |                             |                                  |
| 72  |                             | Siempre joven                    |
| 73  |                             | El héroe invisible               |
|     |                             |                                  |
| 74  |                             | Llantos de ballenato             |
|     |                             |                                  |
| 75  |                             | Uno, dos y tres                  |
| 76  |                             | Del mar a la luna                |
|     |                             |                                  |
| 77  |                             | Fichado                          |
|     |                             |                                  |
| 78  |                             | Amnesia                          |
| 79  |                             | El otro                          |
|     |                             |                                  |
| 80  |                             | El fin del mundo                 |
|     |                             |                                  |
| 81  |                             | Horizontes cercanos              |
| 82  |                             | A través des tiempo              |
|     |                             |                                  |
| 83  |                             | Convencidos                      |
|     |                             |                                  |
| 84  |                             | En busca de la juventud perdida  |
|     |                             |                                  |
| 85  |                             | O el mar o yo                    |
| 86  |                             | ¡Calor!                          |
|     |                             |                                  |
| 87  |                             | Un oferta de película            |
|     |                             |                                  |
| 88  |                             | El espía que vino del mar        |
|     |                             |                                  |
| 89  |                             | Verdades y mentiras              |
|     |                             |                                  |
| 90  |                             | Culpable, inocente               |
| 91  |                             | Sobresalados                     |
|     |                             |                                  |
|     |                             |                                  |